# Haus Tambaran

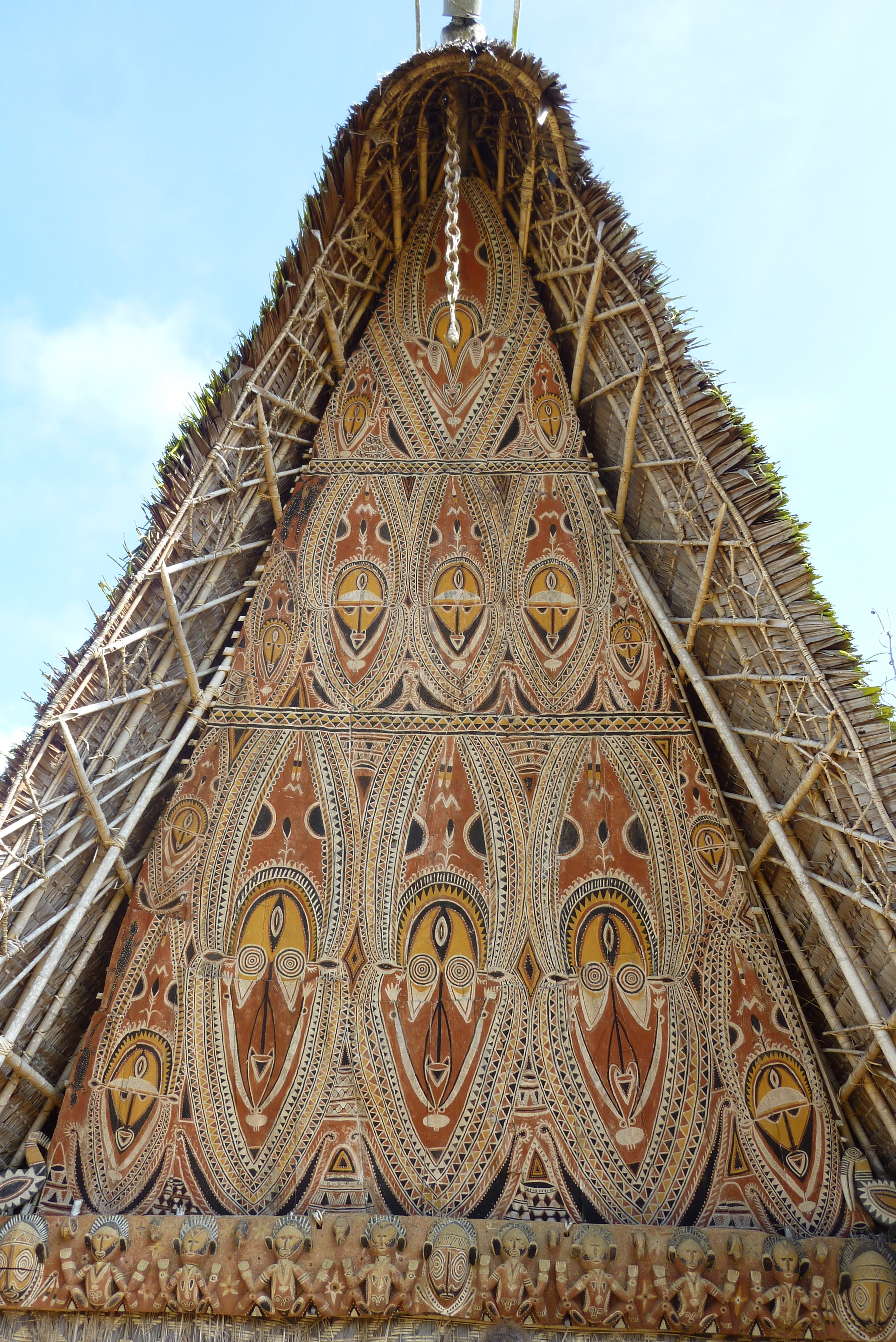
Haus Tambaran, Apangai, Gable, 2012

Haus Tambaran es una expresión Tok pisin que representa un tipo de casa de culto ancestral tradicional en la Provincia de Sepik Oriental de Papúa Nueva Guinea describe. Las formas tambaran más conocidas provienen del área de Maprik, con una pared de entrada frontal alta y ornamentada, desde donde la viga cumbrera se inclina hacia la parte trasera del edificio, el techo sigue esta pendiente y a menudo llega hasta el suelo. La gente de la región de Sepik es conocida por sus excelentes habilidades artísticas en pintura y talla, que se utilizan especialmente en estos edificios religiosos.
La entrada principal del moderno edificio del Parlamento Nacional (a veces denominado informalmente Haus Tambaran) en Port Moresby está inspirada en la arquitectura tradicional de la Haus Tambaran. - Está representado en el billete de 50 kina de Papúa Nueva Guinea. - La Alta Comisión de Papúa Nueva Guinea en Canberra, Australia, también está influenciada por la Haus Tambaran.
La figura de un espíritu gigante, animado por los sonidos que se escuchan desde la Haus Tambaran, se llama Nggwal o Ngwalndu entre los pueblos abelam y Arapesh del sur. Nggwal es la deidad ancestral más importante.
Pero otras figuras también suelen estar representadas por grandes caras pintadas y planas. Estas representaciones de espíritus ancestrales también pueden verse como cuerpos femeninos estilizados. La pintura es una actividad sagrada para el pueblo Sepik y las pinturas se toman muy en serio.

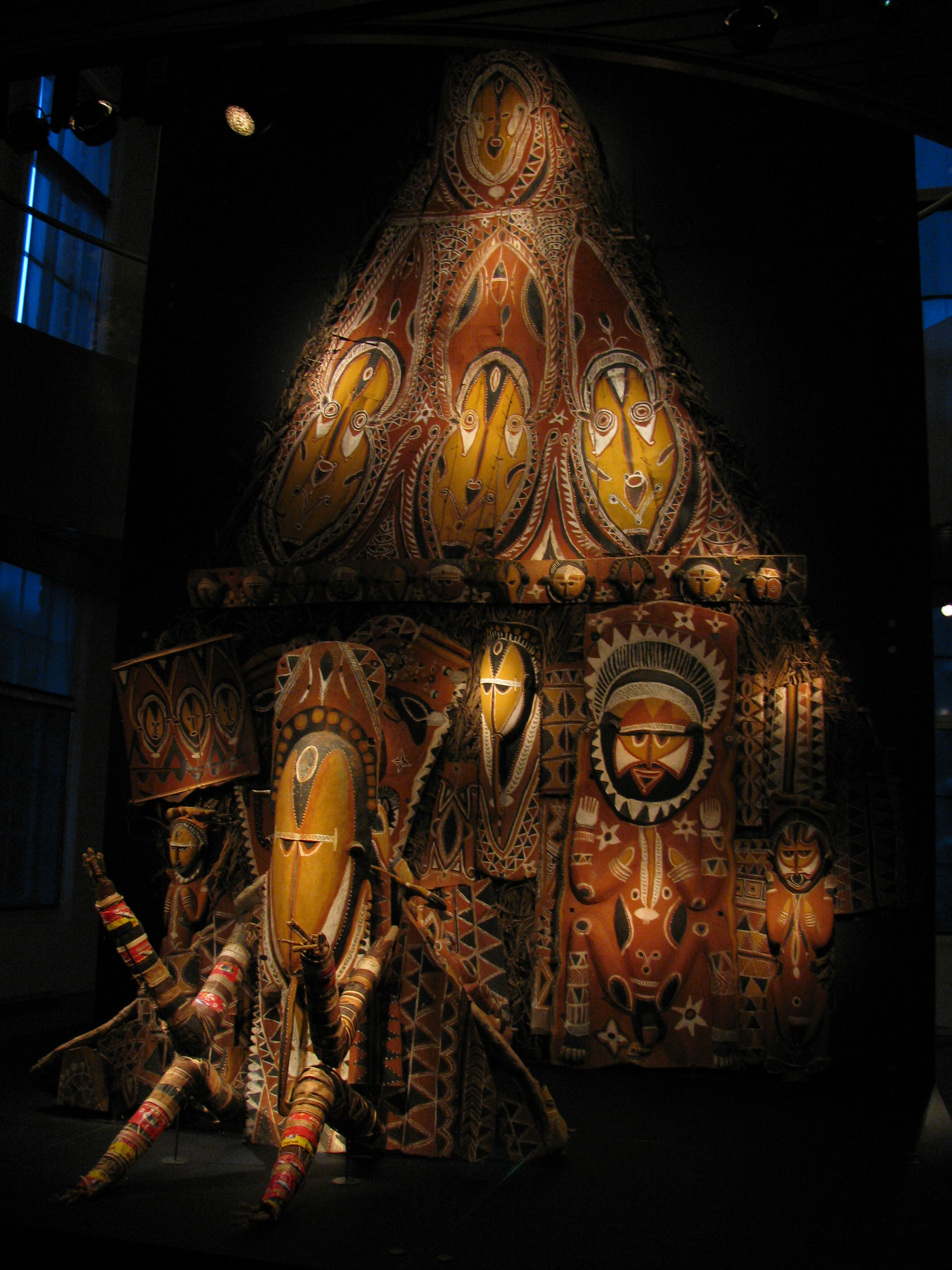
Haus Tambaran, Apangai, región de Maprik, 1984, ahora en el Museo de Etnología de Leiden, Leiden, Países Bajos
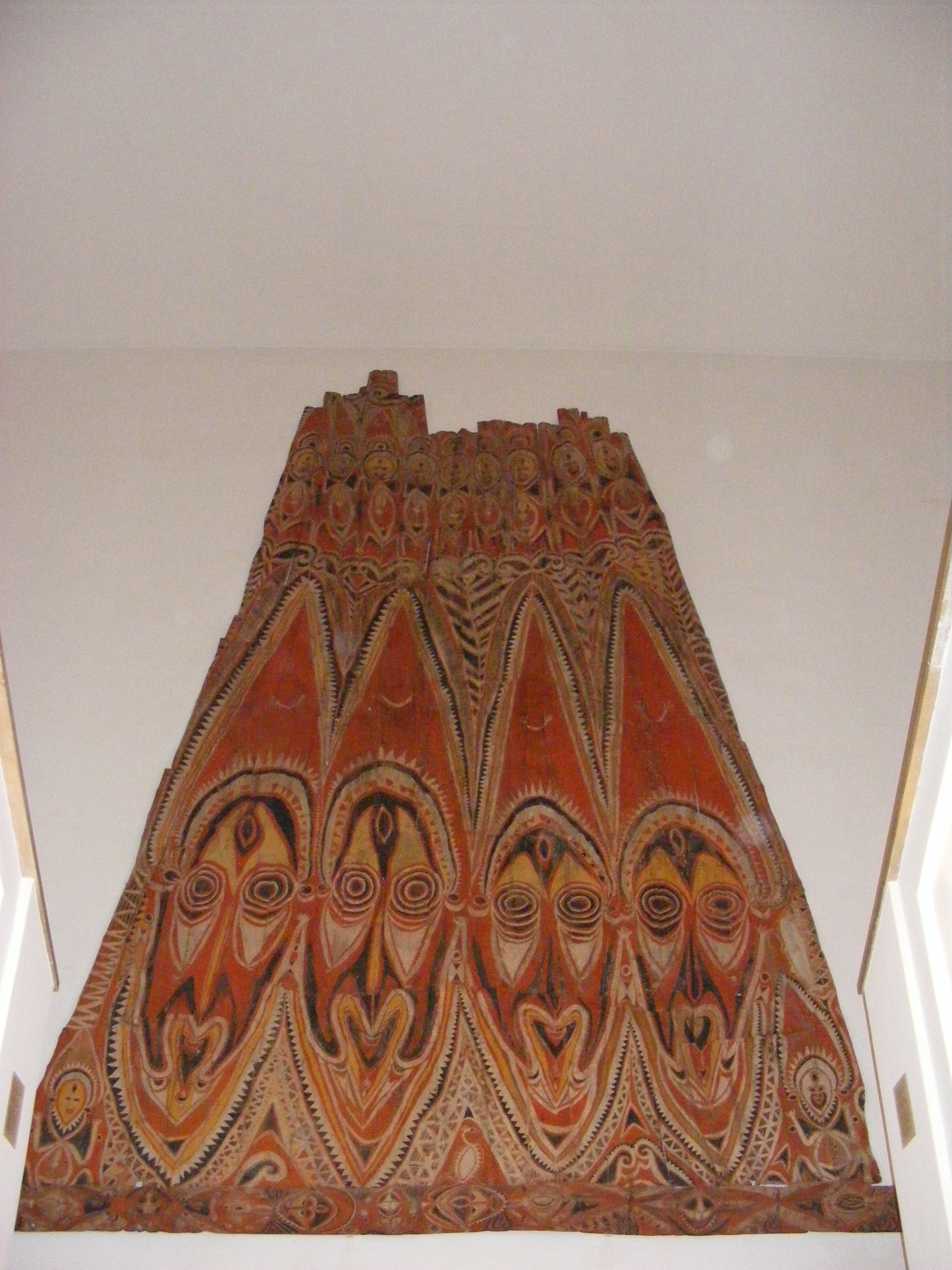
Muro a dos aguas de una Haus Tambaran de los Abelam en Kinbangwa, Norte de Guinea, exposición en el Museum Fünf Kontinente, Múnich, adquirido en 1975
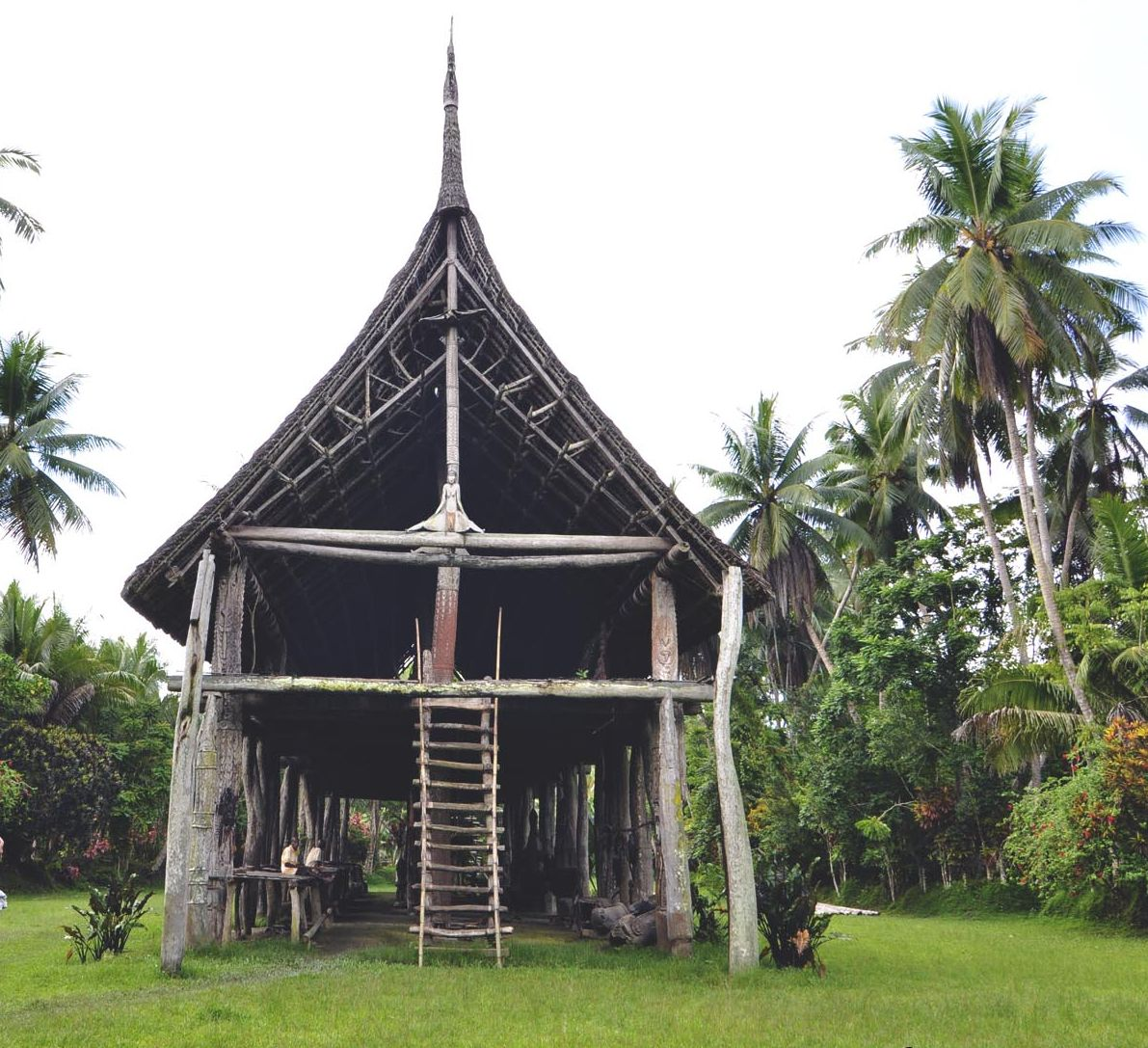
Haus Tambaran, Sepik, 2010
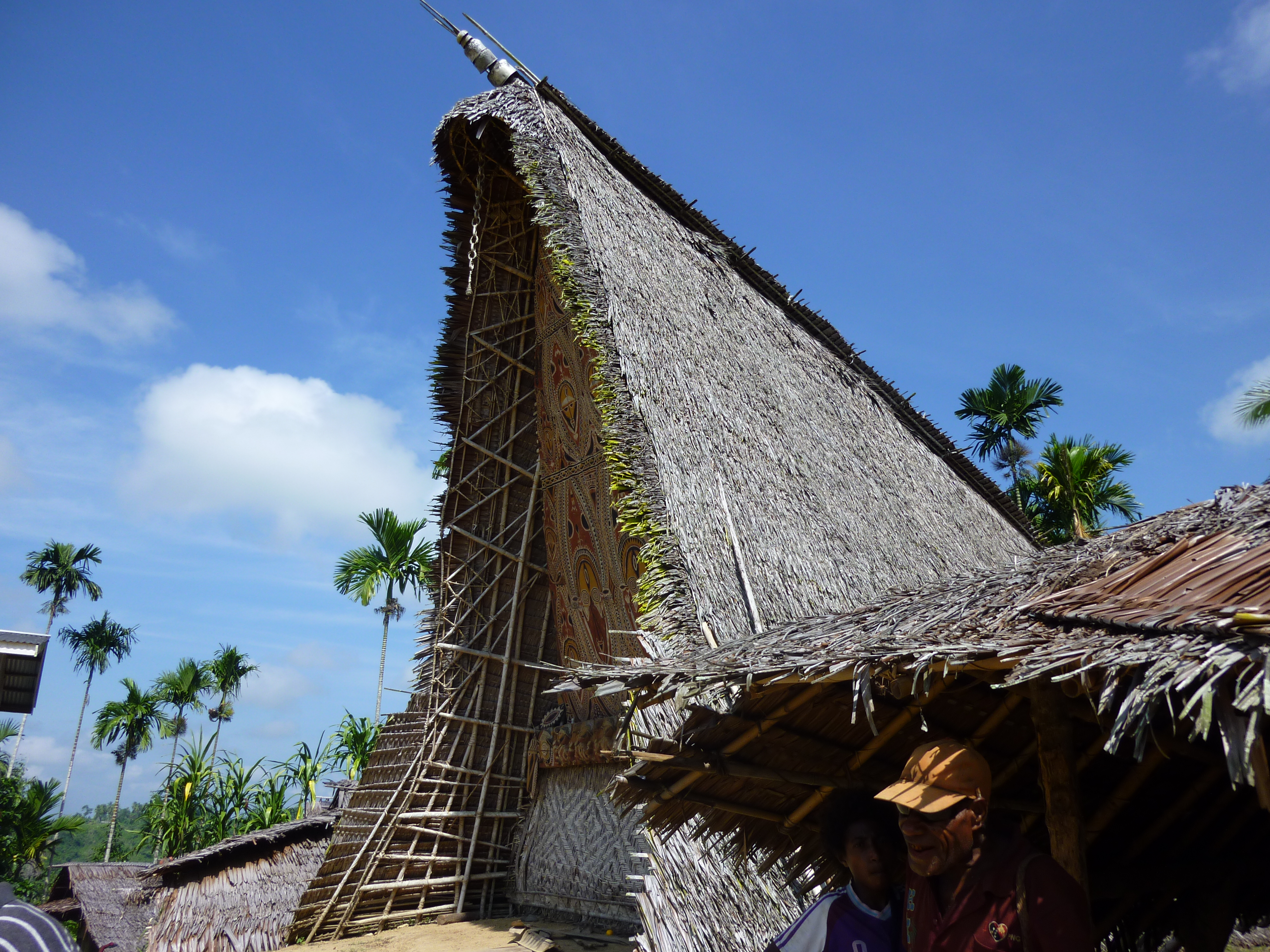
Haus Tambaran, Apangai, 2012
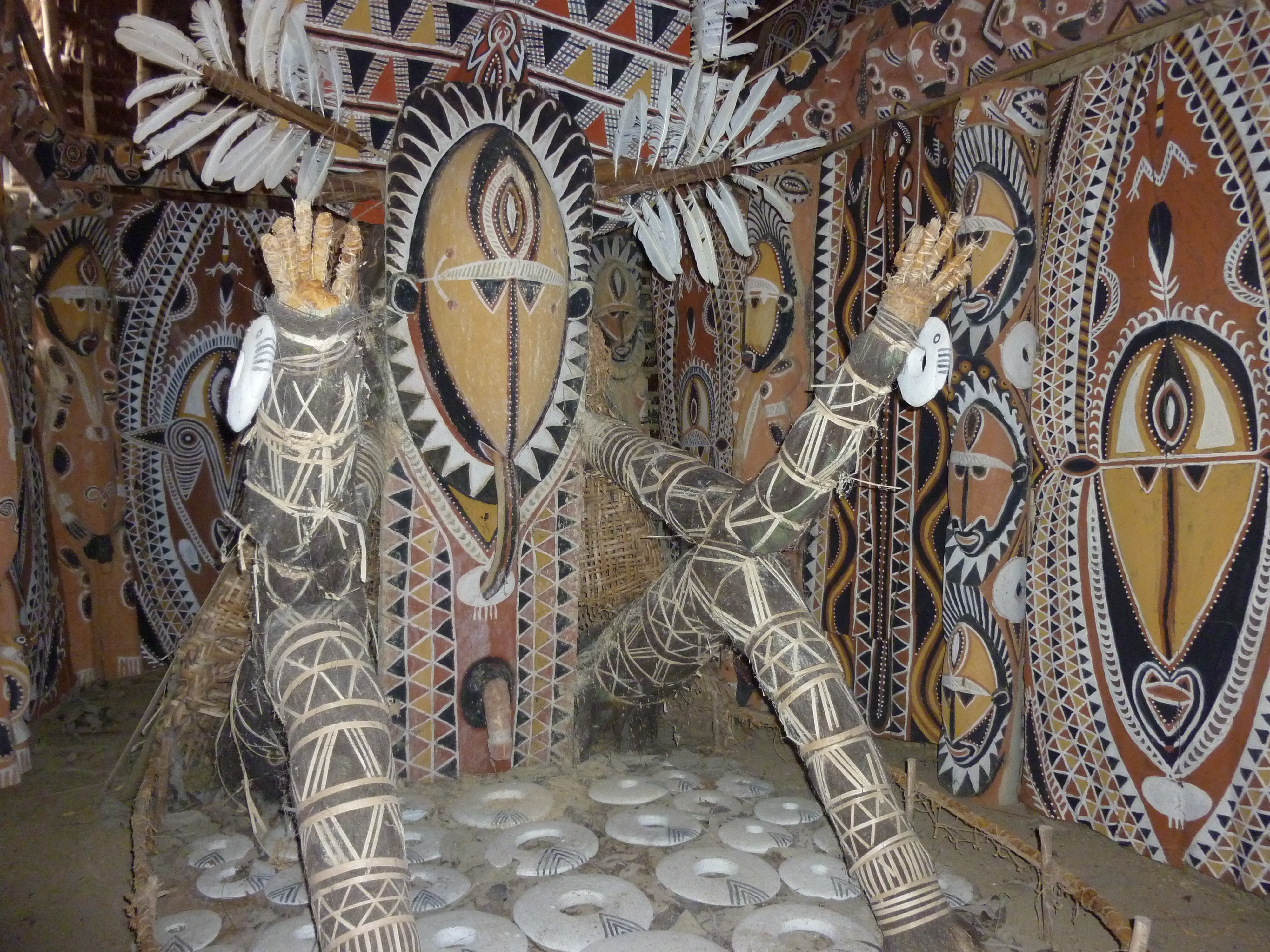
Haus Tambaran, Apangai, interior con figura de Nggwal, 2012
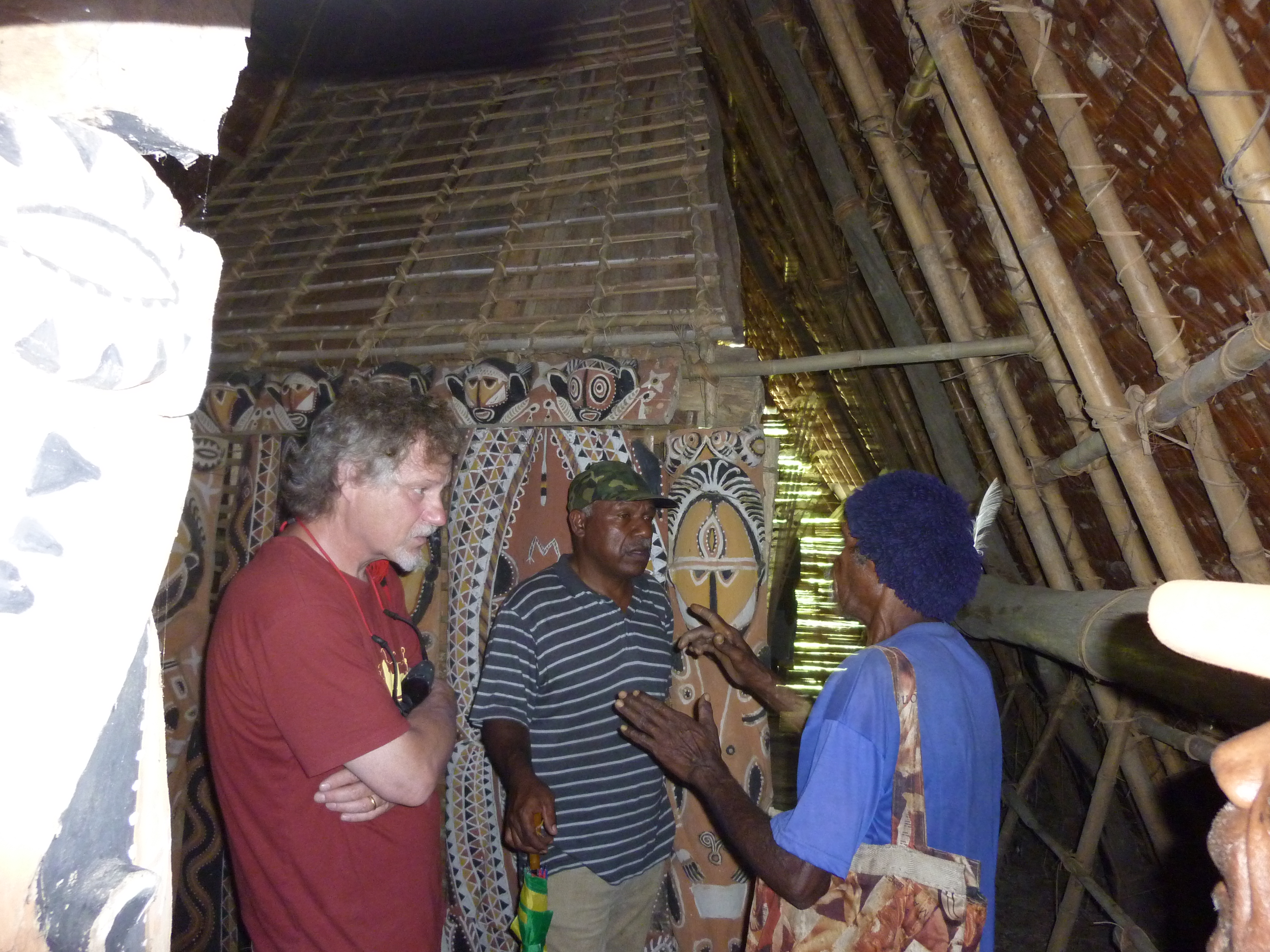
Ingo Kühl, Tomulopa Deko y hombres indígenas (de izquierda a derecha) a la derecha) en la Haus Tambaran en Apangai, 2012
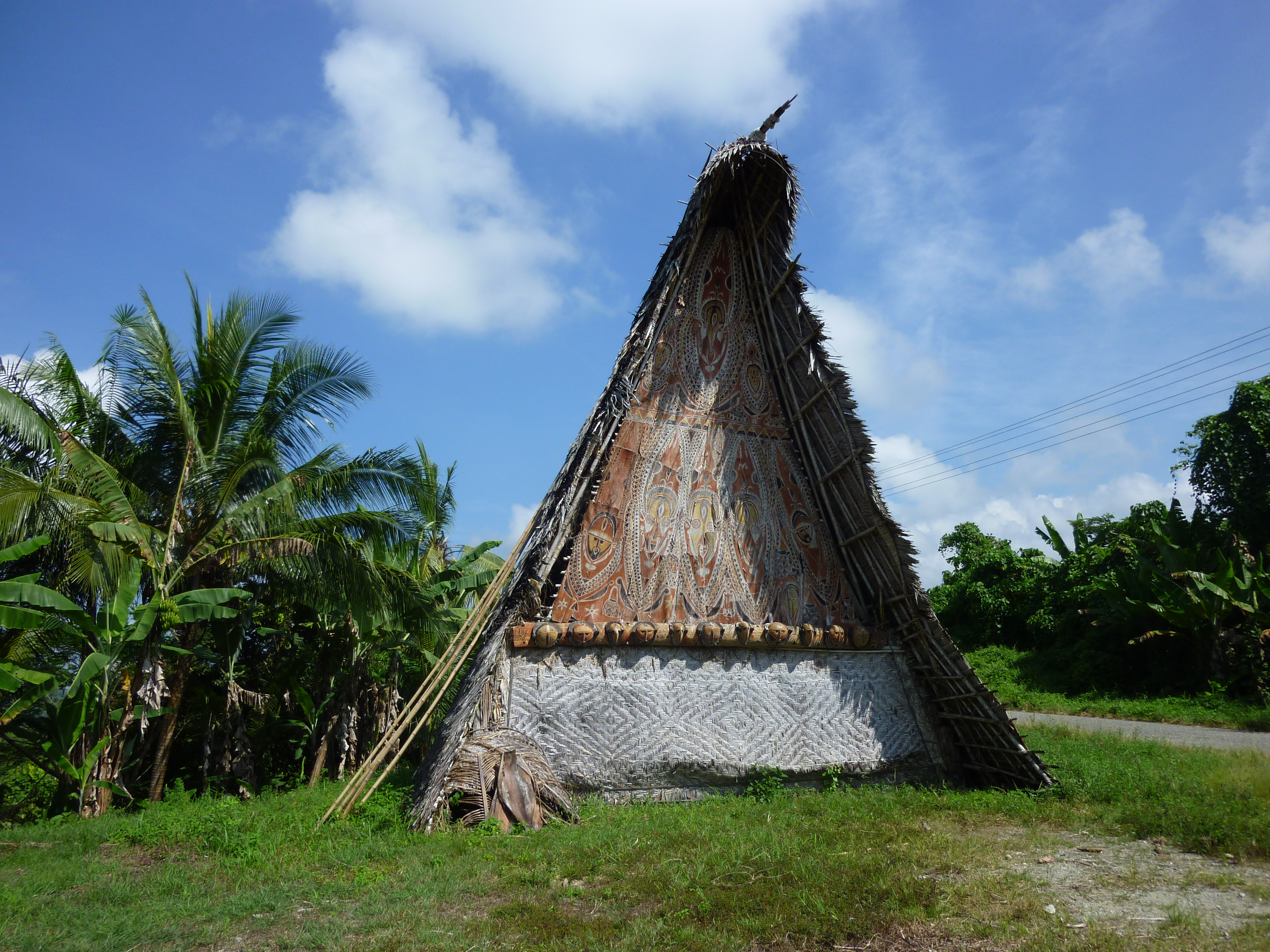
Haus Tambaran, cerca de Apangai, 2012
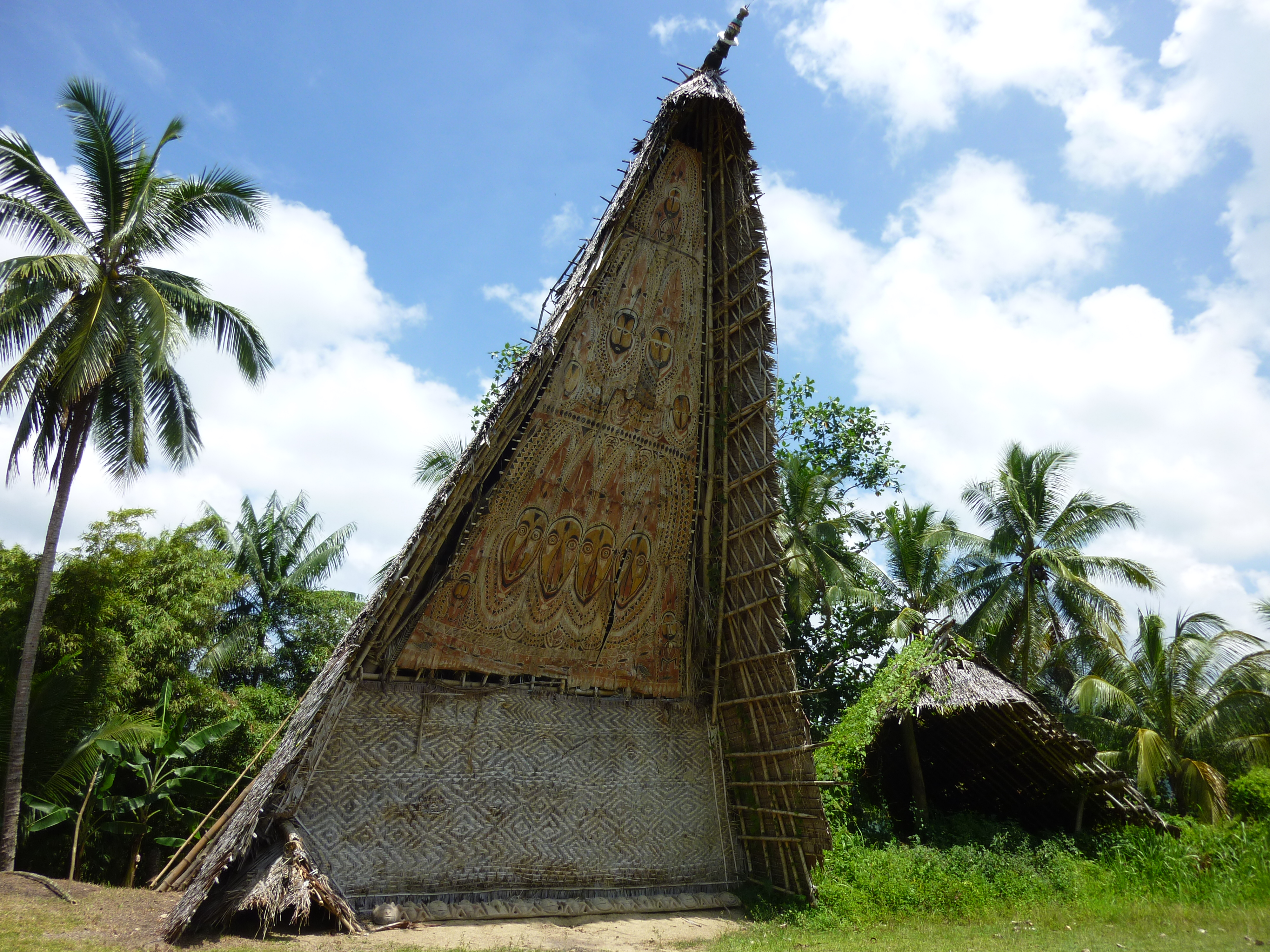
Haus Tambaran, Región Maprik, 2012
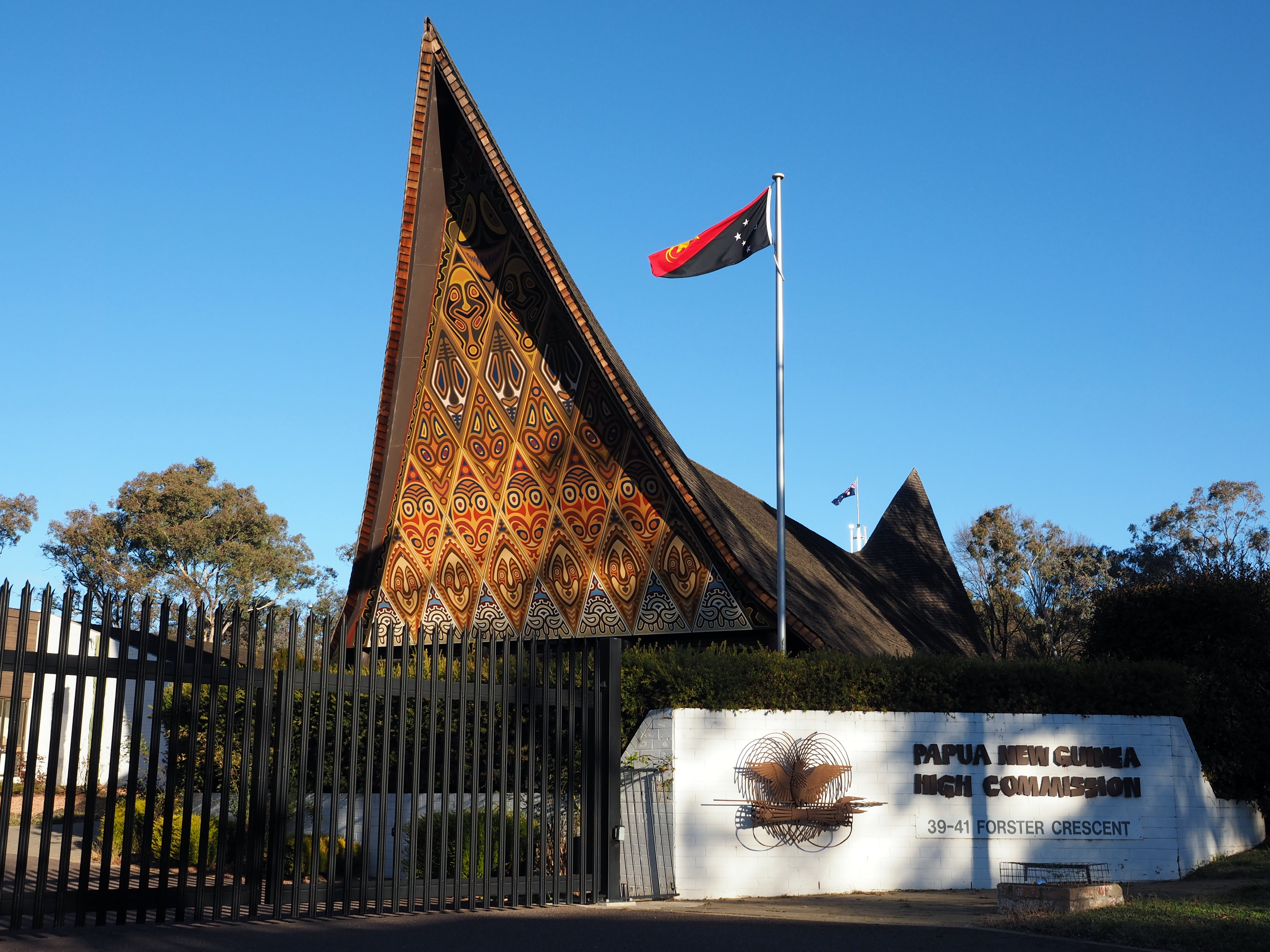
Alta Comisión de Papúa Nueva Guinea en Canberra, 2016

## Literatura
- René Gardi: Sepik. Land der sterbenden Geister, Zúrich, 1958.[2]
- Donald F. Tuzin: The Voice of the Tambaran: Truth and Illusion in Ilahita Arapesh Religion. University of California Press, 1980. ISBN 978-0-520-03964-3.
- Philippe Peltier, Markus Schindlbeck, Christian Kaufmann (editor): Tanz der Ahnen. Kunst vom Sepik in Papua-Neuguinea', catálogo de las exposiciones del mismo nombre en Berlín, Zúrich y París, 2015/2016.[3]
- Michael Hirschbichler: Mythische Konstruktionen. Kult- und Geisterhäuser Papua-Neuguineas, 2021. ISBN 978-3-8030-2109-0.[4][5]